# Nebriinae
Nebriinae zijn een onderfamilie van de loopkeverfamilie (Carabidae). De wetenschappelijke naam werd voor het eerst geldig gepubliceerd in 1834 door Laporte.

## Taxonimie
De volgende taxa worden bij de onderfamilie ingedeeld:
- Tribus Nebriini Laporte, 1834
- Tribus Notiokasiini Kavanaugh & Nègre, 1983
- Tribus Notiophilini Motschulsky, 1850
- Tribus Opisthiini Dupuis, 1912
- Tribus Pelophilini Kavanaugh, 1996